# سیارک ۲۲۷۴
سیارک ۲۲۷۴ (به انگلیسی: 2274 Ehrsson، نامگذاری:1976EA) دو هزار و دویست و هفتاد و چهارمین سیارک کشف شده‌است که در ۲ مارس ۱۹۷۶ کشف شد.
قدر مطلق سیارک برابر ۱۲٫۳۰ است.